# Vágars kommun
Vágars kommun (färöiska: Vága kommuna) är en kommun på Färöarna, belägen på ön Vágar. Kommunen bildades 2009 genom en sammanslagning av de tidigare kommunerna Miðvágs kommuna och Sandavágs kommuna. Förutom centralorten Miðvágur finns här även orterna Sandavágur och Vatnsoyrar. Vid folkräkningen 2015 hade kommunen 1 983 invånare.

## Befolkningsutveckling
| Befolkningsutvecklingen i Vágars kommun 1985–2015 | Befolkningsutvecklingen i Vágars kommun 1985–2015 | Befolkningsutvecklingen i Vágars kommun 1985–2015 | Befolkningsutvecklingen i Vágars kommun 1985–2015 | Befolkningsutvecklingen i Vágars kommun 1985–2015 |
| ------------------------------------------------- | ------------------------------------------------- | ------------------------------------------------- | ------------------------------------------------- | ------------------------------------------------- |
|                                                   |                                                   |                                                   |                                                   |                                                   |
| År                                                |                                                   |                                                   | Folkmängd                                         |                                                   |
| 1985                                              | 1985                                              |                                                   | 1 864                                             |                                                   |
| 1990                                              | 1990                                              |                                                   | 1 807                                             |                                                   |
| 1995                                              | 1995                                              |                                                   | 1 629                                             |                                                   |
| 2000                                              | 2000                                              |                                                   | 1 646                                             |                                                   |
| 2005                                              | 2005                                              |                                                   | 1 841                                             |                                                   |
| 2010                                              | 2010                                              |                                                   | 1 946                                             |                                                   |
| 2015                                              | 2015                                              |                                                   | 1 983                                             |                                                   |
|                                                   |                                                   |                                                   |                                                   |                                                   |